# كلود هال (صحفي)
كلود هال (بالإنجليزية: Claude Hall)‏ هو صحفي أمريكي، ولد في 4 سبتمبر 1932، وتوفي في 7 يوليو 2017.